# Wolfram Schiebener
Wolfram Schiebener (* 12. Juni 1950 in Köln) ist ein deutscher Filmproduzent und Regisseur hauptsächlich im Dokumentarfilmbereich des Deutschen Fernsehens, der als Kind und Jugendlicher auch im Rundfunk, Theater und Fernsehen als Darsteller tätig war.

## Leben
Der Sohn des Opernsängers Karl Schiebener und seiner Frau Helma spielte ab 1956 diverse Kinderrollen bei den Bühnen der Stadt Köln, im Westdeutschen Rundfunk und im Fernsehen.
Nach dem Abitur 1968 studierte er in Köln Theater, Film und Fernsehwissenschaft, gründete mit seinem späteren Partner Ernst Jürgens die Filmwerkstatt der Studiobühne der Universität zu Köln und schloss das Studium 1974 mit einer Magister-Arbeit zu den Dokumentarfilmen von Ralph Giordano ab.
Von 1973 bis 1978 arbeitete er freiberuflich bei der FLASH Filmproduktion von Armin Maiwald und gründete dann zusammen mit Ernst Juergens die Filmproduktion Schiebener-Jürgens. Seit 2000 führte er die Firma als Schiebener-Filmproduktion alleine weiter bis 2012.
Sein inhaltlicher Schwerpunkt als Autor und Regisseur lag seit 1989 im Bereich Naturfilm und wissenschaftliche Filmbeiträge bzw. Umweltdokus, an welchen er auch als Kameramann mitwirkte.
Viele Arbeiten auf diesem Gebiet entstanden seitdem in enger Zusammenarbeit mit dem Entomologen Martin Sorg.

## Filmografie (Auswahl)

### Als Regisseur
- 1985: Zwei Frauen in Bangkok
- 1988: Das Europäische Haus
- 1995: Das Erbe der Diamantenjagd
- 1997: Von Totengräbern und Gottesanbeterinnen
- 2000–2002: Wenn Weiden zu Wüsten werden, 3 Teile
- 2003: Biografie der Eiche
- 2007: Die vergessene Wüste

### Als Produzent
- 1978: Die großen Schuldenmacher
- 1979: Europa – Einheit in Ungleichheit
- 1981: Orwell kam nicht bis Aberdeen
- 1983: Seemacht Europa – Die EG als Schiffahrtsnation
- 1986: Hauptrolle wider Willen
- 1995: Nikolaikirche Leipzig
- 2004: Rendezvous in den Tropen
- 2005: Tauchfahrt in den Mikrokosmos
- 2011: Der letzte Fisch

## Hörspiele (Auswahl)
- 1962: Joseph Roth: Radetzkymarsch (1. Teil: Der Held von Solferino) (ein Kind) –Bearbeitung und Regie: Gert Westphal (Hörspielbearbeitung – WDR/HR/SWF)
- 1963: Peter Steinhart: Zehn, zwanzig, dreißig … (Der zehnjährige Paul Müller) – Regie: Otto Kurth (Original-Hörspiel – WDR)
- 1963: Werner Helmes: Der Swimming-Pool (Julio) – Regie: Otto Düben (Originalhörspiel – WDR)
- 1963: Eva Bartoschek-Rechlin: Gute Nacht, Kinder: Der verschwundene Weihnachtsbraten (1. Teil) – Regie: Manfred Brückner (Hörspielbearbeitung, Kinderhörspiel – WDR)
- 1964: Zbigniew Herbert: Die kleine Stadt (Junge) – Regie: Heinz Wilhelm Schwarz (Originalhörspiel – WDR)
- 1964: Jürgen Breest: Endloser Augenblick (Küppers) – Regie: Oswald Döpke (Originalhörspiel – WDR)
- 1964: Raab: Wie Rudolf neue Christbaumkugeln erfand. Eine Geschichte aus dem Thüringer Wald – Regie: Siegfried Berger (Kurzhörspiel – DW)
- 1965: Dylan Marlais Thomas: Weihnachtserinnerungen (Dylan) – Regie: Oswald Döpke (Hörspielbearbeitung, Kurzhörspiel – WDR)
- 1965: Herbert Lichtenfeld: Ein Drittel unseres Lebens (Jürgen) – Regie: Wolfram Rosemann (Originalhörspiel – WDR)
- 1965: Peter Stripp: Am Sonntag (Freund) – Regie: Heinz Wilhelm Schwarz (Originalhörspiel – WDR)